# Tolpia atripuncta
Tolpia atripuncta är en fjärilsart som beskrevs av George Francis Hampson 1926. Tolpia atripuncta ingår i släktet Tolpia och familjen nattflyn. Inga underarter finns listade i Catalogue of Life.